# Nemeslaki Tivadar
Nemeslaki Tivadar (Tatabánya, 1923. február 3. – Budapest, 1978. február 7.) magyar szakszervezeti vezető, az MSZMP Komárom megyei Bizottsága első titkára, kohó- és gépipari miniszter; a Szakszervezetek Országos Tanácsa (SZOT) titkára, majd főtitkárhelyettese, az MSZMP KB tagja, országgyűlési képviselő.

## Életpályája
Munkáscsaládból származott. Bádogos és vízvezeték-szerelő szakmát tanult. 1942-től bányagépszerelő volt szülővárosában, majd csőszerelő az almásfüzitői olajfinomítóban. 1943-tól szervezett munkás volt az almásfüzitői olajfinomítóban. 1944-ben bekapcsolódott az illegális kommunista mozgalomba. 1945-től az MKP tagja, az almásfüzitői olajfinomító főbizalmija, az Üzemi Bizottság alelnöke, majd elnöke volt. 1948-tól a szakszervezet Komárom vármegyei Tanácsának titkáraként dolgozott. 1949–1953 között az MDP Központi Vezetőségégének munkatársa volt. 1953–1962 között pártmunkás volt. 1962–1978 között országgyűlési képviselő és az MSZMP Központi Bizottságának tagja volt. 1966-ban a Vas-, Fém- és Villamos-energiai Dolgozók Szakszervezete főtitkára lett. 1970-ben a Szakszervezetek Országos Tanácsa (SZOT) titkára; 1973–1975 között főtitkárhelyettese volt. 1975–1978 között kohó- és gépipari miniszter volt a Lázár-kormányban.
Sírja a Fiumei úti sírkertben található.

## Művei
- A szocialista munkaverseny szerepe és jelentősége a gazdasági építőmunkában; Kossuth, Bp., 1972 (Az MSZMP Központi Bizottsága politikai akadémiája)
- A szocialista gazdaság és a szakszervezetek; Táncsics, Bp., 1973

## Díjai
- A Munka Érdemrend arany fokozata
- Munkás-paraszt Hatalomért emlékérem (1957)